# Antoni Skotarczak
Antoni Skotarczak (ur. 13 kwietnia 1888 w Pławnie, zm. 30 kwietnia 1932 w Poznaniu) – żołnierz armii niemieckiej, armii wielkopolskiej i Wojska Polskiego II RP. Uczestnik I wojny światowej, powstania wielkopolskiego i wojny polsko-bolszewickiej, kawaler Orderu Virtuti Militari.

## Życiorys
Urodził się w rodzinie Antoniego i Antoniny z d. Kamińska. Absolwent szkoły budowlanej i szkoły średniej w Poznaniu. Zmobilizowany w 1908 do armii niemieckiej. Zwolniony w 1910. Pracował następnie w Dortmundzie jako kierownik budowy.
Ponownie zmobilizowany do armii niemieckiej w 1914 brał udział w walkach podczas I wojny światowej, w listopadzie 1918 zwolniony z wojska. Od grudnia 1918 brał udział w powstaniu wielkopolskim, organizował wspólnie z bratem Wiktorem oddziały powstańcze w okolicach Rogoźna. Brał udział w walkach o Budzyń (6-7 I 1919), Chodzież (8 I 1919), Radwonki i Podstolice. Od 4 czerwca 1919 dowódca 6 kompanii 4 pułku strzelców wielkopolskich.
Od czerwca 1919 został mianowany dowódcą 4 kompanii w macierzystym pułku z którym następnie brał udział w walkach podczas wojny polsko-bolszewickiej. 
Szczególnie zasłużył się 26-29 lipca 1920 podczas walk odwrotowych pod Prużanami, gdzie „na czele swej kompanii kilkakrotnie odbił kontratakami utracone pozycje, umożliwiając odwrót pułku do Kobrynia”. Za tę postawę został odznaczony Orderem Virtuti Militari.
Od 2 sierpnia 1921 dowódca II batalionu w 58 pułku piechoty. W 1922 przeniesiony do rezerwy. Posiadał przydział w rezerwie do 58 pp. Zamieszkał w Poznaniu gdzie założył firmę budowlaną. Tam też zmarł i został pochowany. 
Był kawalerem.

## Awanse
- sierżant – maj 1918[1]
- podporucznik – 24 czerwca 1919[1]
- porucznik – 5 września 1920[1]

## Ordery i odznaczenia
- Krzyż Srebrny Orderu Wojskowego Virtuti Militari nr 1081 – 13 kwietnia 1921[3][1][4]
- Krzyż Niepodległości – pośmiertnie 20 lipca 1932 „za pracę w dziele odzyskania niepodległości”[5][1]
- Krzyż Walecznych[1]